# G. O. Smith

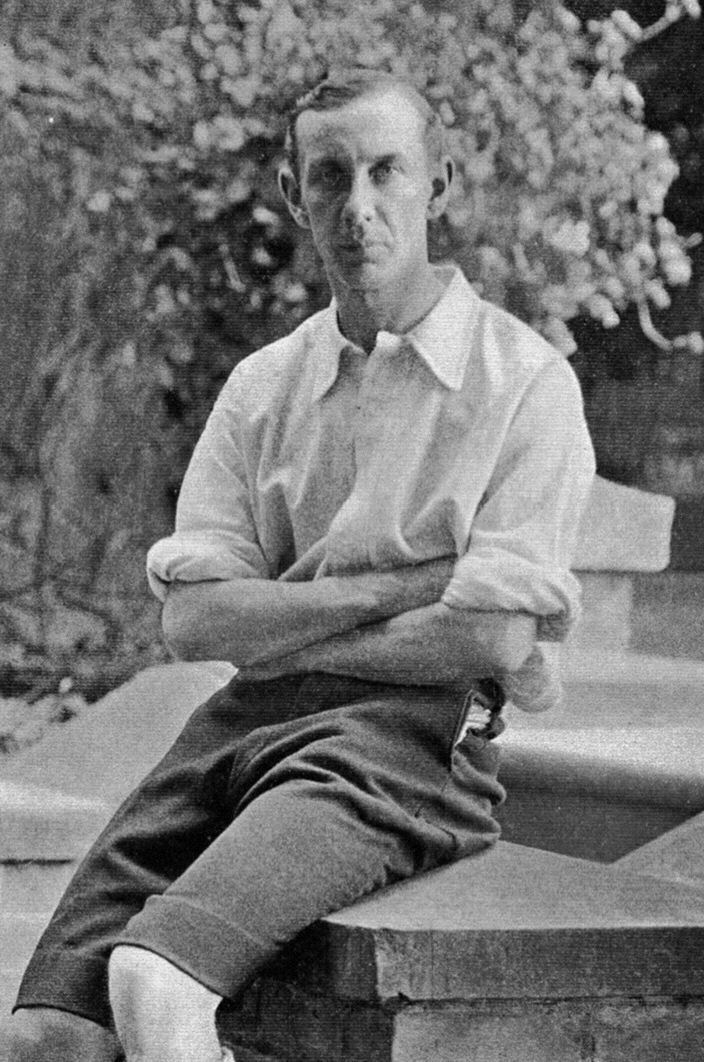
Der Mannschaftskapitän der englischen Nationalmannschaft – G. O. Smith – wurde von Zeitzeugen trotz seiner schmächtigen Statur, der chronischen Asthmaerkrankung und seiner Abneigung gegen das Kopfballspiel als „der erste große Mittelstürmer“ bezeichnet.

Gilbert Oswald Smith (bekannt als: G. O. Smith; * 25. November 1872 in Croydon, Surrey; † 6. Dezember 1943 in Lymington, Hampshire) war ein englischer Fußballspieler im Amateurbereich des 19. Jahrhunderts und wurde vielfach als der erste große Mittelstürmer des modernen Fußballs bezeichnet.
Smith wurde an der Charterhouse School, einer der Wiegen des englischen Verbandsfußballs, ausgebildet und erlernte dort eine Reihe von technischen Fertigkeiten, die ihm bereits zu Ruhm verhalfen, als er noch die Schule besuchte. Er studierte später an der Universität Oxford und ergriff den Beruf eines Schullehrers.

## Vereinskarriere
Smith spielte von Beginn seines Studiums an für die Universität Oxford und gewann drei von vier prestigeträchtigen Duellen gegen die Universität Cambridge, wobei er die Mannschaft in seinem letzten Jahr als Mannschaftskapitän anführte. Nach seinem Abschluss trat er dem Verein Corinthian FC bei, der zu dieser Zeit nicht nur als bester britischer Amateurfußballklub bekannt war und sich auf Augenhöhe mit den besten Profivereinen befand, sondern auch maßgeblich an der Etablierung der sportlichen Grundsätze und des Fair Plays beteiligt war. Smith schoss in 131 Spielen 113 Tore und erzielte mit einem Verhältnis von 104 Minuten pro Tor eine der bis heute besten Trefferquoten in der Fußballgeschichte.
Im Verlauf seiner Vereinskarriere führte Smith den FC Corinthians in die erste Sheriff of London Charity Shield-Veranstaltung. Der Wettbewerb wurde ins Leben gerufen, um die besten britischen Profi- und Amateurvereine gegeneinander antreten zu lassen. Das Duell gegen Sheffield United gestaltete sich jedoch äußerst umstritten, als sich der Profiverein aus Sheffield aufgrund einer Reihe von strittigen Schiedsrichterentscheidungen nach Ablauf der 90 Minuten weigerte, in eine Verlängerung zu gehen. Smith schoss später beim 2:1-Sieg in einer weiteren Charity Shield-Partie im Crystal Palace National Sports Centre gegen Aston Villa im November 1900 das Siegtor.

## Internationale Laufbahn
Smith führte die englische Nationalmannschaft zwischen 1896 und 1901 bei mindestens 13 Länderspielen als Mannschaftskapitän an, wobei diese Zahl sich möglicherweise sogar auf 14 erhöht hat, was sich aber aufgrund der Ungenauigkeit der Aufzeichnungen aus der Frühzeit des englischen Fußballs nicht eindeutig klären lässt. Er gewann dabei zumindest acht Spiele (eventuell sogar neun) und spielte in zwei Partien Remis. Er war der einzige von sechs Spielern, und der einzige Engländer, dem im Februar 1899 ein internationaler Hattrick gelang, als er innerhalb von fünf Minuten drei Tore erzielte und noch einen weiteren vierten Treffer zum 13:2-Rekordheimsieg gegen Irland beisteuerte. Im Jahr 1894 hatte er zudem bereits mit der kompletten Elf der Corinthians ein Spiel gegen die walisische Auswahl absolviert.
„Sie waren feine Kerle,“ so schrieb der berühmte walisische Spieler Billy Meredith über die von Smith angeführte, nur aus Amateuren bestehende, englische Angriffsreihe, „mit rund 1,90 Meter in ihren Socken, die jeden Zentimeter mit einem großen Gewicht ausfüllten. Und sie hatten keine Angst davor, ihr Gewicht einzusetzen, wie einige von uns erfahren mussten. Stets nach wahrem sportsmännischem Brauch konnten sie – natürlich – harte Schläge ebenso einstecken, wie auch austeilen. Jeder von ihnen konnte rennen wie ein Reh und bevor das Spiel endete, waren viele von uns erschöpft. Die meisten von ihnen waren Spitzenspieler von Corinthian und sie praktizierten die Corinthian-Spielweise. Es war ein großartiger Anblick, diese Angriffslinie das Feld herunterlaufen zu sehen, obwohl unsere Abwehrspieler vermutlich nicht so denken.“
Die offizielle Nationalmannschaftsbilanz von G. O. Smith weist 19 Einsätze für England auf, wobei er elf Tore erzielen konnte. Dies geschah zu einer Zeit, als nur drei Länderspiele pro Jahr (gegen Schottland, Wales und Irland) angesetzt wurden. Einige Fußballhistoriker, darunter auch der Autor des Artikels über Smith in der Dictionary of National Biography, schreiben Smith 21 Länderspiele zu, wobei die Partie gegen Deutschland im Jahre 1901 einen inoffiziellen Charakter hatte. Dieses Spiel war zudem der letzte Auftritt von Smith in einem englischen Trikot.

## Spielweise
G. O. Smith, der zu den Fußballpartien ausschließlich in braunen Straßenschuhen antrat, war während seiner gesamten Spielerkarriere berühmt für eine außergewöhnliche Ballbehandlung und ein gutes Timing. Sein Spiel zeichnete sich durch eine stets enge Ballführung aus.
Entgegen der Mehrheit heutiger Mittelstürmer war Smith auch ein überdurchschnittlich guter Passspieler. Eine Fähigkeit, die ihn von anderen Spielern seiner Zeit deutlich unterschied, war sein Talent, gegnerische Verteidiger auf sich zu ziehen, um dann mit einem genauen Pass einen frei stehenden Spieler mit einer Torvorlage zu bedienen. Steve Bloomer, der als Profispieler in zahlreichen Länderspielen an Smiths Seite agierte, stellte dies als den Hauptgrund dar, warum er das Zusammenspiel mit Smith gegenüber jedem anderen Mittelstürmer vorzog.
Seiner Spielweise kam dabei die zu der Zeit gültige Abseitsregel aus dem Jahr 1866 entgegen, nach der sich ein Spieler genau dann im Abseits befand, wenn er sowohl vor dem Ball platziert war und weniger als drei Gegenspieler vor sich hatte. Dadurch wurden Steilpässe ins Angriffszentrum sehr erschwert und begünstigten in erster Linie Spieler mit einem Talent zum Dribbling oder der Fähigkeit, den Ball in Bedrängnis quer oder nach hinten zu einem Mitspieler abzugeben.
In physischer Hinsicht schien Smith trotz einer für seine Zeit überdurchschnittlichen Körpergröße von 1,80 Meter benachteiligt. Er war von leichter Statur, litt unter Asthma und besaß nicht die Muskelkraft, durch die sich die englische Nationalmannschaft zuvor, mit Spielern wie William Cobbold, ausgezeichnet hatte – und das in einer Zeit, als Bodychecks und eine teilweise sehr rüde Spielweise noch als Fair Play verstanden wurden. Er hielt sich von Kopfbällen fern und äußerte sogar den Wunsch, dass diese Spielweise aus dem Fußballsport entfernt werden möge. Den taktischen Nachteil, der aus all dem erwuchs, glich er durch intelligentes Spiel mit und ohne Ball aus, obwohl Gegner stets betonten, dass er „hart, wie eine Peitschenschnur“ und sehr schwer vom Ball zu trennen gewesen sei.

## Reputation
Zum Zeitpunkt seines Rücktritts war Smith vermutlich der populärste englische Fußballspieler und erhielt sich seine Bekanntheit über seine markanten Initialen auch noch über weitere Generationen, zu einer Zeit, als mit dem Cricket-Spieler W. G. Grace nur ein weiterer Sportler auf ähnliche Weise populär war. Trotz des späteren Erscheinens von gleich begabten Spielern auf der Mittelstürmerposition – allen voran Vivian Woodward, dem direkten Nachfolger von Smith – wurden die Fähigkeiten von Smith bis in die 1940er-Jahre gerühmt. Die in Deutschland ansässige internationale Statistikervereinigung IFFHS bezeichnet ihn als den „brillantesten, wahrhaftig perfekten Fußballer in der Welt der Jahrhundertwende“.
„G. O. “ war, nach Angaben von Zeitzeugen, auch bei den Profifußballern populär, obwohl diese die führenden Amateurspieler normalerweise mit Misstrauen beäugten. Der Grund war nach Aussage von Sir Frederick Wall, dem langjährigen Sekretär der Football Association, dass Smith ein Spieler ohne Arroganz war. Steve Bloomer, so Wall weiter, pflegte eine große Bewunderung für seinen Sturmpartner in der Nationalmannschaft und stellte heraus, dass Smith, anders als die Mehrzahl der Amateure zu dieser Zeit, stets höflich zu seinen im Profigeschäft tätigen und teilweise auch sozial schlechter gestellten Mannschaftskameraden war: „Er war der anständigste Typ eines Amateurs, einer, der uns Profispielern die Hand auf eine Art schüttelte, die ausdrückte, dass er einfach froh war, bei uns zu sein.“
In seiner Jugendzeit galt G.O. Smith als guter Cricketspieler. Im Varsity Match von 1896 erzielte er für Oxford University gegen Cambridge University spielentscheidende 132 Punkte im letzten Spieldurchgang. Er war rechtshändiger Schlagmann, auch einigermaßen guter Werfer und spielte im Feld üblicherweise auf der Cover Point Position. Im Feld bewegte er sich – laut seinem Nachruf im berühmten Wisden Cricketers' Almanack - „mit anmutiger Schnelligkeit in allem was er tat“.

## Rücktritt
Smith zog sich kurz nach seinem letzten Länderspiel vom aktiven Sport zurück und wurde Lehrer an der Ludgrove School, einer Vorbereitungsschule für das College, vor allem für das bekannte Eton College. Im späteren Verlauf stieg er zum Direktor der Schule auf. Er unterrichtete auch am Lancing College und betreute mehrjährig Fußballmannschaften seiner Schule. Nach seinem Ausscheiden aus dem Beruf verstarb er im Alter von 71 Jahren in Lymington, Hampshire.